# Sebastian Cossa
Sebastian Cossa (né le 21 novembre 2002 à Fort McMurray, en Alberta au Canada) est un joueur canadien de hockey sur glace. Il évolue à la position de gardien de but.

## Biographie

### Jeunesse
Cossa apprend à jouer au hockey en Saskatchewan. Lors de la saison 2015-2016, il dispute quatorze matchs avec les Oil Barons de Fort McMurray moins de 15 ans. De 2017 à 2019, il évolue pour l’équipe des Rangers de Fort Saskatchewan, d’abord une saison en moins de 15 ans puis deux saisons en moins de 18 ans. La première saison, il prend part à dix-neuf parties en saison régulière et douze rencontres de série éliminatoire au terme desquelles les Rangers sont sacrés champions des moins de 15 ans.
Choisi au deuxième tour du repêchage de la Ligue de hockey de l'Ouest en 2017 par les Oil Kings d'Edmonton, il fait ses débuts avec eux le 5 octobre 2017 lors d’une rencontre face à l’Ice de Winnipeg et les Oil Kings l’emportent 7-0, Cossa repoussant quarante tirs pour signer son premier blanchissage en LHOu.
En prévision du repêchage de 2021, la centrale de recrutement de la LNH le classe au premier rang des espoirs nord-américains chez les gardiens de but. Il est finalement sélectionné au 15e rang par les Red Wings de Détroit .

### En équipe nationale
Cossa représente le Canada au niveau international. Lors du Défi mondial des moins de 17 ans en 2018, il finit à la 6e place avec l’équipe blanche du Canada.

## Statistiques

### En club
| Saison    | Équipe                           | Ligue              |    | Saison régulière | Saison régulière | Saison régulière | Saison régulière | Saison régulière | Saison régulière | Saison régulière |     | Séries éliminatoires | Séries éliminatoires | Séries éliminatoires | Séries éliminatoires | Séries éliminatoires | Séries éliminatoires | Séries éliminatoires |
| Saison    | Équipe                           | Ligue              | PJ | Min              | BC               | Moy              | % Arr            | Bl               | Pun              | PJ               | Min | BC                   | Moy                  | % Arr                | Bl                   | Pun                  |                      |                      |
| 2015-2016 | Oil Barons de Fort McMurray U15  | NAHL U15           | 14 | -                | -                | 2,60             | 92,6             | -                | -                |                  |     |                      |                      |                      |                      |                      |                      |                      |
| 2016-2017 | Rangers de Fort Saskatchewan U15 | AMBHL              | 19 | 1136             | 34               | 1,80             | 93,4             | 5                | 0                | 12               | 738 | 29                   | 2,36                 | 92,4                 | 1                    | -                    |                      |                      |
| 2016-2017 | Équipe Nord-Est                  | Coupe de l'Alberta | 3  | -                | -                | 1,62             | 93,0             | -                | -                |                  |     |                      |                      |                      |                      |                      |                      |                      |
| 2017-2018 | Rangers de Fort Saskatchewan U18 | AMHL               | 19 | 1105             | 62               | 3,37             | 91,5             | 0                | 0                | 7                | 448 | 17                   | 2,28                 | 94,3                 | 0                    | -                    |                      |                      |
| 2017-2018 | Équipe de l'Alberta              | Coupe de la WHL    | 3  | -                | -                | 3,15             | 88,2             | -                | -                |                  |     |                      |                      |                      |                      |                      |                      |                      |
| 2018-2019 | Rangers de Fort Saskatchewan U18 | AMHL               | 13 | 718              | 36               | 3,01             | 91,9             | 1                | 0                | 8                | 533 | 18                   | 2,03                 | 93,8                 | 1                    | -                    |                      |                      |
| 2019-2020 | Oil Kings d'Edmonton             | LHOu               | 33 | 1880             | 70               | 2,23             | 92,1             | 4                | 0                |                  |     |                      |                      |                      |                      |                      |                      |                      |
| 2020-2021 | Oil Kings d'Edmonton             | LHOu               | 19 | 1144             | 30               | 1,57             | 94,1             | 4                | 0                |                  |     |                      |                      |                      |                      |                      |                      |                      |
| 2021-2022 | Oil Kings d'Edmonton             | LHOu               | 46 |                  |                  | 2,28             | 91,3             |                  |                  |                  |     |                      |                      |                      |                      |                      |                      |                      |

### En équipe nationale
| Année | Équipe           | Compétition                      |   | PJ  | Min | BC   | Moy  | % Arr | Bl | Pun      |  | Résultat |
| 2018  | Canada blanc U17 | Défi mondial des moins de 17 ans | 2 | 119 | 6   | 3,03 | 89,5 | 0     | 0  | 6e place |  |          |

## Transactions
- Le 4 mai 2017, il est sélectionné par les Oil Kings d'Edmonton lors du bantam draft de la LHOu en 36e position lors du deuxième tour[6].

- Le 6 septembre 2017, il s'engage avec les Oil Kings[7].

- Le 15 août 2021, il signe son contrat d'entrée avec les Red Wings de Détroit[8].

## Trophées et honneurs

### Trophées juniors
- 2016-2017
  - Gardien affichant la plus faible moyenne de but alloué (1,80) dans l'AMBHL
  - Gardien affichant le meilleur taux d'arrêts (93,4%) dans l'AMBHL
  - Meilleur gardien de l'AMBHL
  - MVP de l'AMBHL
  - Champion de l'AMBHL avec les Rangers de Fort Saskatchewan

- 2017-2018
  - Médaille d'argent de la coupe de la LHOu

- 2020-2021
  - Gardien affichant la plus faible moyenne de but alloué (1,57) dans la LHOu
  - Gardien affichant le meilleur taux d'arrêts (94,1%) dans la LHOu